# Most wiszący Baglung Parbat
Most wiszący Baglung Parbat (ang. Baglung Parbat Footbridge) – jednoprzęsłowy, pieszy most wiszący, łączący nepalską miejscowość Kusma w dystrykcie Parbat z miejscowością Baglung, w dystrykcie Baglung. Ma 567 metrów długości i w momencie otwarcia był najdłuższym na świecie wiszącym mostem dla pieszych.
Most został przerzucony nad wąwozem rzeki Kali Gandaki, na wysokości 122 metrów nad lustrem wody. Został oddany do użytku 30 lipca 2020. Jest wpisany do Księgi Rekordów Guinnessa. Koszt budowy wyniósł 92,5 miliona rupii nepalskich.